# Xarda
Xarda (pronunciado ['ʃaɾ.da]) o Yarda (pronunciado ['ɟ͡ʝaɾ.da]) (en árabe: الجردة‎, en francés: Jarda) es una localidad marroquí perteneciente al municipio de Anyera, en la región de Tánger-Tetuán-Alhucemas. Desde 1912 hasta 1956 perteneció a la zona norte del Protectorado español de Marruecos.